# 2020年大连理工大学交通事故
2020年大连理工大学交通事故，又称2020年大连理工车祸，是2020年12月30日14时23分许发生在中华人民共和国辽宁省大连市高新园区大连理工大学凌水主校区南门附近有朋路转弯处的一起严重道路交通事故，事故造成该校一名硕士研究生身亡，肇事司机为该校前副校長以及大連工業大學前校長邹积岩。

## 经过
事发当日为雨雪天气，道路积雪结冰。

## 处理
2021年1月1日，大连理工大学微博发布情况通报。